# Icíar Bollaín Pérez-Mínguez
Icíar Bollaín Pérez-Mínguez (castellà: Icíar Bollaín)  (Madrid, 12 de juny de 1967) és una actriu, directora cinematogràfica i escriptora espanyola. És membre de l'Academia Española de Cinematografía.
Filla d'un enginyer aeroespacial i una professora de música, va debutar en el cinema als quinze anys fent d'actriu en la pel·lícula El sur (1983), de Víctor Erice. Des d'aleshores ha actuat en catorze pel·lícules més, entre les quals Al Acecho (1987), de Gerardo Herrero, Malaventura (1989), de Manuel Gutiérrez Aragón, o Tierra y Libertad (1994), de Ken Loach. Va ser candidata als premis Goya per Leo (2000), dirigida per José Luis Borau.
La seva primera pel·lícula com a directora va ser Hola, ¿estás sola? (1995), una història de dues noies que somien en el paradís terrenal i, per trobar-lo, es llancen a fer un llarg viatge per mar.
Flores de otro mundo (1999) va ser el segon treball que va dirigir, amb Julio Llamazares com a coguionista. La pel·lícula tracta de dues dones que viatgen pels territoris rurals de la meseta espanyola amb l'esperança de trobar el seu anhelat amor.
El seu reeixit drama Te doy mis ojos (2003) va guanyar un total de set premis Goya, incloent-hi el Goya a la millor pel·lícula. Es tracta d'un drama conjugal al voltant de l'abusiva relació que hi ha en el matrimoni format per Pilar i Antonio.
Even the Rain (2010) va ser seleccionada com el film espanyol candidat a l'Oscar a la millor pel·lícula de parla no anglesa per a la vuitanta-tresena edició dels premis Oscar. Amb tot, la pel·lícula no va superar la darrera preselecció.

## Filmografia

### Actriu

#### Pel·lícules
- El sur (Víctor Erice, 1983)
- Las dos orillas (Juan Sebastián Bollaín, 1986)
- Al acecho (Gerardo Herrero, 1987)
- Mientras haya luz (Felipe Vega, 1987)
- Malaventura (Manuel Gutiérrez Aragón, 1989)
- Venecias (Pablo Llorca, 1989)
- El mejor de los tiempos (Felipe Vega, 1990)
- Doblones de a ocho (Andrés Linares, 1990)
- Sublet (Chus Gutiérrez, 1991)
- Un paraguas para tres (Felipe Vega, 1992)
- Entretiempo (Santiago García de Leániz, 1992)
- Dime una mentira (Juan Sebastián Bollaín, 1993)
- Tocando fondo (José Luis Cuerda, 1993)
- Jardines colgantes (Pablo Llorca, 1993)
- Land and Freedom (Ken Loach, 1994)
- El techo del mundo (Felipe Vega, 1995)
- Menos de cero (Ernesto Tellería, 1996)
- Niño nadie (José Luis Borau, 1997)
- Subjudice (Josep Maria Forn, 1997)
- Leo (José Luis Borau, 2000)
- Sara, una estrella (José Briz Méndez, 2002)
- Nos miran (Norberto Pérez, 2002)
- La balsa de piedra (George Sluizer, 2003)
- La noche del hermano (Santiago García de Leániz, 2005)

#### Curtmetratges
- Polvo enamorado (Javier López Izquierdo, 1990)

### Directora

#### Pel·lícules
- Hola, ¿estás sola? (1995)
- Flores de otro mundo (1999)
- Te doy mis ojos (2003)
- Mataharis (2007)
- Tambien la lluvia (2010)
- Katmandú, un mirall al cel (2012)
- El olivo (2016)
- Yuli (2018)[4]
- La boda de Rosa (2020)
- Maixabel (2021)[5]

#### Curtmetratges
- Baja, corazón (1993)
- Los amigos del muerto (1994)
- Amores que matan (2000), que serviria d'inspiració per a Te doy mis ojos
- Viajes con mi abuela (2002)
- 1, 2, 3... CASA (2012)
- Hatze extranjero (2013)

#### Vídeos musicals
- Romper (2009). Àlbum: Dramas y Caballeros, cantant: Luis Ramiro.

## Premis i nominacions

### Premis Goya
| Any  | Categoria              | Pel·lícula                 | Resultat   |
| ---- | ---------------------- | -------------------------- | ---------- |
| 1995 | Millor direcció novell | Hola, ¿estás sola?         | Nominada   |
| 1999 | Millor guió original   | Flores de otro mundo       | Nominada   |
| 2000 | Millor actriu          | Leo                        | Nominada   |
| 2003 | Millor director        | Te doy mis ojos            | Guanyadora |
| 2003 | Millor guió original   | Te doy mis ojos            | Guanyadora |
| 2007 | Millor director        | Mataharis                  | Nominada   |
| 2007 | Millor guió original   | Mataharis                  | Nominada   |
| 2010 | Millor director        | También la lluvia          | Nominada   |
| 2010 | Millor guió original   | También la lluvia          | Nominada   |
| 2011 | Millor guió adaptat    | Katmandú, un mirall al cel | Nominada   |
| 2020 | Millor director        | La boda de Rosa            | Nominada   |
| 2020 | Millor guió orignal    | La boda de Rosa            | Nominada   |
| 2021 | Millor pel·lícula      | Maixabel                   | Nominada   |
| 2021 | Millor director        | Maixabel                   | Nominada   |
| 2021 | Millor guió original   | Maixabel                   | Nominada   |